# José Luis González Velarde
José Luis González Velarde es un profesor e investigador en el Tec de Monterrey, Campus Monterrey.
Los antecedentes educativos de González Velarde consisten en una licenciatura en matemáticas del Tec de Monterrey, Campus Monterrey (1971), una maestría en matemáticas del Centro de Investigación y de Estudios Avanzados del Instituto Politécnico Nacional (CINVESTAV) (1973) (adquirido por medio de una beca escolar del CONACYT), una maestría en ingeniería industrial e investigación operacional de la Universidad de California en Berkeley (1978) y un doctorado en ingeniería industrial e investigación de operaciones de la  Universidad de Texas en Austin (1990).
González Velarde se considera principalmente un investigador e incluso se dedica a esto fuera de las horas de trabajo, raramente tomando vacaciones. Él ha trabajado en el Centro de Calidad y Manufactura, en la escuela de ingeniería del Campus Monterrey desde 1990 y con la Cátedra de Investigación Tecnológico de Monterrey en Cadenas de Suministro desde el 2003. Sus especialidades incluyen optimización computacional y diseño de algoritmos para logística y manufactura. Ha participado en más de 15,000 publicaciones en español y en inglés , revisadas por colegas, y sus trabajos han sido publicados en revistas como IIE Transactions, Revista de Heurística, Anales de OR, Computadoras y OR, Revista de Manufactura Inteligente, EJOR, Ciencia de Transportación, Revista de la Sociedad de Investigación Operacional, y Computadoras e Ingeniería Industrial.
Sin embargo, él comenzó su carrera académica como maestro y continúa participando en esta actividad. De 1973 a 1985 fue profesor de matemáticas en la Universidad Autónoma de Nuevo León, luego trabajo como asistente de instructor en el Departamento de Ingeniería Mecánica De la Universidad de Texas en Austin de 1985 a 1990. Desde que se unió al Tec de Monterrey en 1990, su enfoque educativo incluye: producción, manufactura y sistemas logísticos, optimización computacional, supervisando más de treinta tesis de nivel maestría y cinco de nivel doctorado. Desde 1990, ha visitado a profesores en instituciones como la Universidad del Norte de Barranquilla, la Universidad de Colorado, la Universidad de Texas y la Universidad Politécnica de Cataluña.
Aunado a su trabajo académico, González Velarde también ha trabajado en varios proyectos de reorganización y modernización, como aquellos con Bancomer, De Acero y Aeromexico, en la década de los noventa, y un proyecto con el estado de Nuevo León en el 2008.
González Velarde ha sido reconocido por su trabajo en Who’s Who en Ciencia e Ingeniería (2003-2004) y ha recibido el tercer lugar en el Premio Rómulo Garza de la Investigación y el Desarrollo Tecnológico de la Investigación y el Desarrollo Tecnológico (1993, 2001, 2010). También tiene una membresía de nivel II en el Sistema Nacional de Investigadores.

## Publicaciones Recientes
- Estimación Híbrida para el algoritmo de la distribución para el problema de la grúa de muelle Co-Autores: Christopher Expósito Izquierdo, Belén Melián Batista, J. Marcos Moreno Vega. Applied Soft Computing (2013) Ms. Ref. No.: ASOC-D-12-00952R2.
- Heurística aleatoria para la minimización de entrega en Redes de Movilidad. Journal of Heuristics (2013). Co-Autores: Luis F. Morán-Mirabal, Mauricio G. C. Resende, R. M. A. Silva. Aceptado, en prensa;
- Heurística Aleatoria para el problema de la familia del vendedor viajante. International Transactions in Operational Research (2013) ISSN 0969-6016. Co-Autores: Luis F. Morán Mirabal, Mauricio G. C. Resende. Aceptado, en prensa;
- Un algoritmo metaheurístico para resolver la selección de transportación de canales en el diseño de una cadena proveedora. International Journal of Production Economics (2013). Co-Autores: : Elías Olivares, Roger Z. Ríos-Mercado. doi: 10.1016/j.ijpe.2013.01.017;
- «Estregias GRASP para el problema del diseño comercial territorial bi-objetivo. Journal of Heuristics», (2013), Vol. 19, No. 2, pp. 179–200, doi: 10.1007/s10732-011-9160-8. Co-Autores Ma. Angélica Salazar-Aguilar, Roger Z. Ríos-Mercado;
- Diseño de Rutas para la colección WEEE: el problema de las rutas de vehículos con diferentes cargas y lapsos. Journal of Heuristics, (2013), Vol. 19, No. 2, pp. 103–127, doi: 10.1007/s10732-011-9159-1. Co-Autores Julio Mar-Ortiz, B. Adenso-Díaz;
- Un algoritmo VNS para el problema de la formación del desensamblaje de celdas con varibilidad en la demanda. European Journal of Industrial Engineering (2013). Co-Autores Julio Mar-Ortiz, Jose Luis González-Velarde, Belarmino Adenso-Díaz;
- Problema de una Facilidad con costo fijo capacitado con opciones de transporte. TOP (2012), Vol. 20, No. 3: 729–753, doi: 10.1007/s11750-010-0162-8. Co-Autores: Elías Olivares, Roger Z. Ríos-Mercado;
- Acercamiento de dividir y conquistar para el diseño de territorio comercial. Computación y Sistemas (2012) Vol. 16 No.3, pp. 309–320. Co-Autores M. Angélica Salazar-Aguilar, Roger Z. Ríos-Mercado. ISSN 1405-5546;
- Búsqueda esparcida con multi-objetivos para el problema de diseño de territorio comercial. Annals of Operations Research (2012) doi: 10.1007/s10479-011-1045-6. Vol 199, No 1, pp 343–360, 2012. Co-Autores M. Angélica Salazar-Aguilar, Roger Z. Ríos-Mercado, Julián Molina;
- Modelo de programación bi-objetivo para diseño compacto y territorios balanceados en un distrito comercial. Transportation Research Part C, (2011), vol. 19, No. 5, pp. 885–895. Co-Autores: Ma. Angélica Salazar-Aguilar, Roger Z. Ríos-Mercado;
- Diseño de una red de recuperación para la colección WEEE: el caso de Galicia, España. Journal of the Operational Research Society, (2011), Aug 2011. Vol. 62, No. 8; p. 1471 -1484. Co-Autores: Julio Mar-Ortiz, B. Adenso-Díaz;
- Una herramienta computacional para la optimización de transporte público urbano. Journal of Computer and System Sciences International, (2010), Vol. 49, No. 2, pp. 78–86

Co-Autores: Silvia Casado, Ada M. Álvarez, Joaquín Pacheco;
- En el arreglo óptimo de productos: comparando productos con estrategias basadas en clientes.

International Journal of Production Economics (2010), Vol. 125, No. 1, pp. 167–172. Co-Autores: Simme Douwe Flapper, Neale Smith, Luis Jacob Escobar;